# Markovův rozhodovací proces
Markovovy rozhodovací procesy jsou pojmenovány po ruském matematikovi Andreji Markovovi. Poskytují matematický rámec pro modelování rozhodování v situacích, kdy jsou výsledky zčásti náhodné a zčásti pod kontrolou uživatele. Markovovy rozhodovací procesy se využívají pro studium mnoha typů optimalizačních problémů, řešených prostřednictvím dynamického programování a zpětnovazebního učení. Markovovy rozhodovací procesy jsou známy od 50. let 20. století (viz Bellman 1957). Mnoho výzkumu bylo v této oblasti učiněno na základě knihy Ronalda A. Howarda Dynamické programování a Markovovy procesy z roku 1960. Dnes jsou využívány v různých oblastech včetně robotiky, automatizovaného řízení, ekonomie a průmyslové výroby.
Přesněji řečeno je Markovův rozhodovací proces diskrétní, stochastický a kontrolovaný proces. V každém časovém okamžiku je proces v určitém stavu {\displaystyle s} a uživatel může vybrat jakoukoli akci {\displaystyle a}, která je dostupná ve stavu {\displaystyle s}. Proces na tuto akci v následujícím časovém okamžiku reaguje náhodným přesunutím do nového stavu {\displaystyle s'} a dává uživateli odpovídající užitek {\displaystyle R_{a}(s,s')}.
Pravděpodobnost, že proces vybere {\displaystyle s'} jako nový stav, je ovlivněna vybranou akcí. Pravděpodobnost je určena funkcí přechodu stavu {\displaystyle P_{a}(s,s')}. Takže následující stav {\displaystyle s'} závisí na současném stavu {\displaystyle s} a na uživatelově akci {\displaystyle a}. Dané {\displaystyle s} a {\displaystyle a} jsou však podmíněně závislé na všech předchozích stavech a akcích. Jinými slovy má přechod stavu Markovova rozhodovacího procesu Markovovu vlastnost.
Markovovy rozhodovací procesy jsou rozšířením Markovových řetězců; rozdíl je v přidání akcí (umožňují výběr) a užitků (motivace). Pokud by existovala pouze jedna akce, nebo pokud by byla daná uskutečnitelná akce stejná pro všechny stavy, Markovův rozhodovací proces by se zredukoval na Markovův řetězec.

## Definice

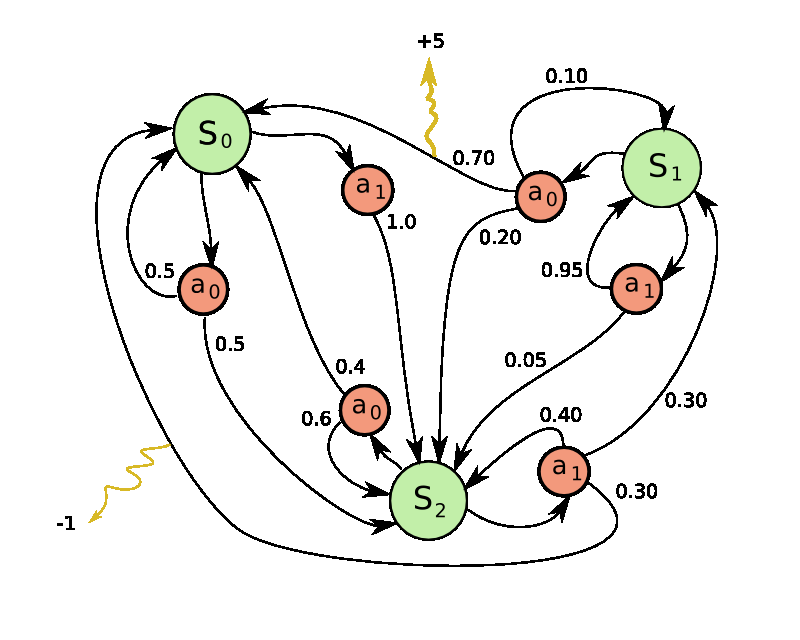
Příklad jednoduchého Markovova rozhodovacího procesu se třemi stavy a dvěma akcemi.

Markovův rozhodovací proces je uspořádaná čtveřice {\displaystyle (S,A,P_{\cdot }(\cdot ,\cdot ),R_{\cdot }(\cdot ,\cdot ))}, kde
- {\displaystyle S} je konečná množina stavů,
- {\displaystyle A} je konečná množina akcí (alternativa: {\displaystyle A_{s}} je konečná množina akcí dostupných ve stavu {\displaystyle s}),
- {\displaystyle P_{a}(s,s')=\Pr(s_{t+1}=s'\mid s_{t}=s,\,a_{t}=a)} je pravděpodobnost, že akce {\displaystyle a} ve stavu {\displaystyle s} v čase {\displaystyle t} povede v čase {\displaystyle t+1} do stavu {\displaystyle s'},
- {\displaystyle R_{a}(s,s')} je okamžitý užitek (ne očekávaný okamžitý užitek) dosažený po přechodu stavu na {\displaystyle s'} ze stavu {\displaystyle s} s pravděpodobností přechodu {\displaystyle P_{a}(s,s')}.

(Teorie Markovových rozhodovacích procesů ve skutečnosti nevyžaduje, aby {\displaystyle S} nebo {\displaystyle A} byly konečné množiny, ale základní algoritmus níže předpokládá, že jsou konečné).

## Problém
Hlavním úkolem Markovových rozhodovacích procesů je najít strategii pro uživatele, funkci {\displaystyle \pi }, která specifikuje akci {\displaystyle \pi (s)}, kterou zvolí uživatel ve stavu {\displaystyle s}. Je třeba poznamenat, že je-li jednou Markovův rozhodovací proces takto zkombinován se strategií, je pro každý stav určena akce a výsledná kombinace se chová jako Markovův řetězec.
Cílem je vybrat strategii {\displaystyle \pi }, která bude maximalizovat kumulativní funkci náhodných užitků, typicky očekávanou diskontovanou sumu za potenciálně nekonečnou dobu:
{\displaystyle \sum _{t=0}^{\infty }\gamma ^{t}R_{a_{t}}(s_{t},s_{t+1})}    (kde zvolíme {\displaystyle a_{t}=\pi (s_{t})})
kde {\displaystyle \ \gamma \ } je diskontní faktor splňující {\displaystyle 0<\gamma \ \leq \ 1}. Typicky se blíží 1.
Díky Markovově vlastnosti může být optimální strategie pro tento speciální problém skutečně zapsána jako funkce pouze {\displaystyle s}, jak bylo předpokládáno výše.

## Řešení
Markovovy rozhodovací procesy lze řešit metodami lineárního programování nebo dynamického programování. Následující text ukazuje použití dynamického programování.
Předpokládejme, že známe funkci přechodu stavu {\displaystyle P} a užitkovou funkci {\displaystyle R}. Chceme zjistit strategii, která maximalizuje očekávanou diskontovanou hodnotu.
Standardní skupina algoritmů používaná pro zjištění této optimální strategie vyžaduje uložení dvou polí indexovaných stavem: hodnota {\displaystyle V}, která obsahuje reálné hodnoty, a strategie {\displaystyle \pi }, která uchovává akce. Na konci algoritmu bude {\displaystyle \pi } obsahovat řešení a {\displaystyle V(s)} bude obsahovat diskontovanou sumu užitků, které budou (v průměru) získány provedením tohoto řešení ve stavu {\displaystyle s}.
Algoritmus má následující dva druhy kroků, které jsou opakovány v určitém pořadí pro všechny stavy, dokud nedojde k nějakým[kdo?] změnám.
{\displaystyle \ \pi (s):=\arg \max _{a}\{R_{a}(s,s')+\gamma \sum _{s'}P_{a}(s,s')V(s')\}}
{\displaystyle \ V(s):=R(s)+\gamma \sum _{s'}P_{\pi (s)}(s,s')V(s')\ }
R(s) je zde {\displaystyle R_{\pi (s)}(s)}. Pořadí kroků závisí na variantě algoritmu. Kroky se buď mohou provádět pro všechny stavy najednou, nebo pro každý stav popořadě, a pro některé stavy častěji než pro jiné. Dokud není žádný stav permanentně vyloučen ze žádného z kroků, algoritmus má šanci dospět ke správnému řešení.

### Významné varianty

#### Iterace hodnot
Při iteraci hodnot (Bellman 1957), která se rovněž nazývá zpětná indukce, není pole {\displaystyle \pi } použito; místo toho je hodnota {\displaystyle \pi (s)} vypočtena kdykoli je potřeba.
Dosazením výpočtu {\displaystyle \pi (s)} do výpočtu {\displaystyle V(s)} dostaneme kombinovaný krok:
{\displaystyle \ V(s):=R(s)+\gamma \max _{a}\sum _{s'}P_{a}(s,s')V(s').\ }
Toto zaktualizované pravidlo je opakováno pro všechny stavy {\displaystyle s} dokud nekonverguje s levou stranou rovnou pravé straně (což je Bellmanova rovnice pro tento problém).

#### Iterace strategie
Při iteraci strategie je první krok proveden jednou a druhý krok je opakován dokud nekonverguje. Poté je znovu jednou proveden první krok a tak stále dokola.
Místo toho, aby byl druhý krok opakován dokud nekonverguje, měl by být problém formulován a řešen jako množina lineárních rovnic.
Tato varianta má výhodou, že zde existuje konečná podmínka ukončení: algoritmus je dokončen, pokud se pole {\displaystyle \pi } nezmění ve směru působení prvního kroku na všechny stavy.

#### Upravená iterace strategie
V upravené iteraci strategie (van Nunen, 1976; Puterman a Shin 1978) je první krok vykonán jednou a druhý krok je několikrát opakován. Poté je opět proveden první krok atd.

#### Prioritizace kroků
V této variantě jsou kroky přednostně aplikovány na stavy, které jsou nějakým způsobem důležité – buď jsou založené na algoritmu (v těchto stavech došlo k velkým změnám {\displaystyle V} nebo {\displaystyle \pi } během posledních iterací) nebo jsou založeny na použití (tyto stavy jsou blízko počátečnímu stavu, nebo jsou jinak zajímavé osobě nebo programu, který používá algoritmus).

## Rozšíření

### Částečná pozorovatelnost
Výše uvedené řešení předpokládá, že pokud je třeba učinit akci, je stav {\displaystyle s} známý; jinak nemůže být {\displaystyle \pi (s)} vypočteno. Pokud tento předpoklad není pravdivý, nazývá se problém částečně pozorovatelný Markovský rozhodovací proces.

### Zpětnovazební učení
Pokud jsou pravděpodobnosti či užitky neznámé, jedná se o problém zpětnovazebního učení (Sutton a Barto, 1998).
Pro tento účel je užitečné definovat další funkci, která odpovídá učinění akce {\displaystyle a} a následnému optimálnímu pokračování (nebo podle toho, o jakou strategii se aktuálně jedná):
{\displaystyle \ Q(s,a)=R(s)+\gamma \sum _{s'}P_{a}(s,s')V(s').\ }
Zatímco tato funkce je taktéž neznámá, zkušenost během učení je založena na dvojicích {\displaystyle (s,a)} (spolu s výsledkem {\displaystyle s'}). To znamená: „Byl jsem ve stavu {\displaystyle s} a zkoušel jsem učinit {\displaystyle a} a stalo se {\displaystyle s'}“). Čili máme pole {\displaystyle Q} a využíváme zkušenosti k jeho přímé aktualizaci. Uvedené nazýváme Q-učení.
Síla zpětnovazebního učení leží v jeho schopnosti řešit Markovův rozhodovací proces bez výpočtu pravděpodobností přechodu. Uvědomme si, že pravděpodobnosti jsou potřebné pro iteraci hodnoty i strategie. Zpětnovazební učení může být taktéž kombinováno s aproximací funkcí a tím lze řešit problémy s velkým množstvím stavů. Zpětnovazební učení může být rovněž snadno vykonáváno v rámci simulací systémů pomocí metody Monte Carlo.

## Alternativní zápisy
Terminologie a notace pro Markovovy rozhodovací procesy není jednoznačná. Existují dva hlavní proudy; první, zaměřený na maximalizační problémy z oblastí jako je ekonomie, používá termíny jako je akce, užitek, hodnota a označuje diskontní faktor {\displaystyle \beta } nebo {\displaystyle \gamma }; druhý je zaměřený na minimalizační problémy z oblastí techniky a navigace a používá termíny jako je kontrola, cena, cena změny, a diskontní faktor označuje {\displaystyle \alpha }. Liší se i zápisy pro pravděpodobnost přechodu.
| v tomto článku                                       | alternativa                                         | komentář                                         |
| ---------------------------------------------------- | --------------------------------------------------- | ------------------------------------------------ |
| akce {\displaystyle a}                               | řízení {\displaystyle u}                            |                                                  |
| užitek {\displaystyle R}                             | cena {\displaystyle g}                              | {\displaystyle g} je negativní {\displaystyle R} |
| hodnota {\displaystyle V}                            | cena změny {\displaystyle J}                        | {\displaystyle J} je negativní {\displaystyle V} |
| strategie {\displaystyle \pi }                       | strategie {\displaystyle \mu }                      |                                                  |
| diskontní faktor {\displaystyle \ \gamma \ }         | diskontní faktor {\displaystyle \alpha }            |                                                  |
| pravděpodobnost přechodu {\displaystyle P_{a}(s,s')} | pravděpodobnost přechodu {\displaystyle p_{ss'}(a)} |                                                  |

Někdy se pravděpodobnost přechodu zapisuje jako{\displaystyle Pr(s,a,s')}, {\displaystyle Pr(s'|s,a)} nebo méně často {\displaystyle p_{s's}(a).}